# I Dickens magiska värld
I Dickens magiska värld (engelska: Dickensian) är en brittisk dramaserie som sändes 2015-2016 på BBC One. Serien sammanför karaktärer från olika Charles Dickens-romaner i ett viktorianskt London-kvarter, där kommissarie Bucket undersöker mordet på Ebenezer Scrooges partner Jacob Marley. I april 2016 meddelades att serien skulle läggas ned efter första säsongen.
I Sverige visas serien på SVT omklippt till 10 avsnitt.

## Rollista
| Karaktär                                | Skådespelare          | Avsnitt     | Netflix avsnitt | Bok                          |
| --------------------------------------- | --------------------- | ----------- | --------------- | ---------------------------- |
| Jacob Marley                            | Peter Firth           | 1–2, 18, 20 | 1, 9, 10        | En julsaga                   |
| Arthur Havisham                         | Joseph Quinn          | 1—20        | 1-10            | Lysande utsikter             |
| Honoria Barbary (blivande Lady Dedlock) | Sophie Rundle         | 1—20        | 1-10            | Bleak House                  |
| Amelia Havisham                         | Tuppence Middleton    | 1—20        | 1-10            | Lysande utsikter             |
| Frances Barbary                         | Alexandra Moen        | 1—20        | 1-10            | Bleak House                  |
| Meriwether Compeyson                    | Tom Weston-Jones      | 1—20        | 1-10            | Lysande utsikter             |
| Bob Cratchit                            | Robert Wilfort        | 1—20        | 1-10            | En julsaga                   |
| Ebenezer Scrooge                        | Ned Dennehy           | 1—20        | 1-10            | En julsaga                   |
| Bill Sikes                              | Mark Stanley          | 1—20        | 1-10            | Oliver Twist                 |
| Peter Cratchit                          | Brenock O'Connor      | 1—20        | 1-10            | En julsaga                   |
| Farfar                                  | Karl Johnson          | 1–3         | 1-2             | Den gamla antikvitetshandeln |
| Edward Barbary                          | Adrian Rawlins        | 1—19        | 1-10            | Bleak House                  |
| Nancy                                   | Bethany Muir          | 1—20        | 1-10            | Oliver Twist                 |
| Fagin                                   | Anton Lesser          | 1—20        | 1-10            | Oliver Twist                 |
| Kapten James Hawdon                     | Ben Starr             | 1—17        | 1-9             | Bleak House                  |
| Martha Cratchit                         | Phoebe Dynevor        | 1—20        | 1-10            | En julsaga                   |
| John Bagnet                             | Oliver Coopersmith    | 1—20        | 1-10            | Bleak House                  |
| Nell                                    | Imogen Faires         | 1—15        | 1-8             | Den gamla antikvitetshandeln |
| Emily Cratchit                          | Jennifer Hennessy     | 1—20        | 1-10            | En julsaga                   |
| Silas Wegg                              | Christopher Fairbank  | 1—20        | 1-10            | Vår gemensamme vän           |
| Jaggers                                 | John Heffernan        | 1—20        | 1-10            | Lysande utsikter             |
| Mr Bumble                               | Richard Ridings       | 1—20        | 1-10            | Oliver Twist                 |
| Mrs Bumble                              | Caroline Quentin      | 1—20        | 1-10            | Oliver Twist                 |
| Tiny Tim Cratchit                       | Zaak Conway           | 1—20        | 1-10            | En julsaga                   |
| Mrs Gamp                                | Pauline Collins       | 1—20        | 1-10            | Martin Chuzzlewit            |
| Boy                                     | Benjamin Campbell     | 1—20        | 1-10            |                              |
| Daisy                                   | Laurel Jordan         | 1—20        | 1-10            | Barnaby Rudge                |
| Fanny Biggetywitch                      | Ellie Haddington      | 2—20        | 1-10            |                              |
| Kommissarie Bucket                      | Stephen Rea           | 2—20        | 1-10            | Bleak House                  |
| Mr Venus                                | Omid Djalili          | 2—20        | 1-10            | Vår gemensamme vän           |
| Mary                                    | Amy Dunn              | 2—20        | 1-10            | Pickwickklubben              |
| Sergeant George                         | Ukweli Roach          | 3—20        | 2-10            | Bleak House                  |
| Sir Leicester Dedlock                   | Richard Cordery       | 4—19        | 2-10            | Bleak House                  |
| Desk Sergeant                           | Neil Findlater        | 5–6         | 3               |                              |
| Matthew Pocket                          | Sam Hoare             | 6—19        | 3-10            | Lysande utsikter             |
| Konstapel Duff                          | Jack Shalloo          | 6—20        | 3-10            | Oliver Twist                 |
| Artful Dodger                           | Wilson Radjou-Pujalte | 7—20        | 4-10            | Oliver Twist                 |
| Thomas Gradgrind                        | Richard Durden        | 10—19       | 5-10            | Hårda tider                  |
| Sally Compeyson                         | Antonia Bernath       | 12—17       | 6-9             | Lysande utsikter             |
| Oliver Twist                            | Leonardo Dickens      | 12—20       | 6-10            | Oliver Twist                 |
| Pastor Chadband                         | Stuart McQuarrie      | 14          | 7               | Bleak House                  |
| Pastor Crisparkle                       | Richard Cunningham    | 14—19       | 7-10            | Mysteriet Edwin Drood        |
| Major Bagstock                          | Mike Burnside         | 14—19       | 7-10            | Dombey och son               |
| Lowten                                  | Paul Lancaster        | 15—18       | 7-9             | Pickwickklubben              |

### Fotnoter
1. ↑  ”BBC One drama Dickensian cancelled after one series” (på engelska). BBC. 21 april 2016. http://www.bbc.com/news/entertainment-arts-36101651. Läst 19 december 2017.